# Amatorculus stygius
Espèce
Amatorculus stygius est une espèce d'araignées aranéomorphes de la famille des Salticidae.

## Distribution
Cette espèce est endémique du Brésil. Elle se rencontre à Brasilia et dans l'État de São Paulo.

## Description
Le mâle holotype mesure 4,50 mm et la femelle paratype 4,47 mm, les mâles mesurent de 3,85 à 4,50 mm et les femelles de 3,35 à 4,47 mm.

## Publication originale
- Ruiz & Brescovit, 2005 : Three new genera of jumping spider from Brazil (Araneae, Salticidae). Revista Brasileira de Zoologia, vol. 22, no 3, p. 687-695 (texte intégral).